# موتورهد
موتورهِد (انگلیسی: Motörhead) گروه موسیقی راکِ انگلیسی بود که در سال ۱۹۷۵، در لندن به‌وسیلهٔ لمی کیلمیستر (بیسیست/آوازخوان اصلی)، لری والیس (گیتاریست) و لوکاس فاکس (درامر) تشکیل شد. اگرچه گیتاریست‌ها و درامرهای گروه چند بار تغییر کرده‌اند اما لمی کیلمیستر به‌عنوان مهم‌ترین عضو گروه تا آخر ثابت باقی ماند. این گروه یکی از گروه‌های مشهور و تشکیل دهنده جنبش موسوم به موج نو هوی متال انگلیسی بود. موتورهد یکی از موفق‌ترین گروه‌های این جنبش است که برنده جوایز مختلفی به‌خاطر آثار موسیقایی‌اش شده بود.
اگرچه موتورهد به عنوان یک گروه ترش متال و اسپید متال هم شناخته شده است ولی لمی خواننده اصلی گروه هیچ‌گاه این عنوان را دوست نداشت و همیشه از موتورهد به عنوان یک گروه راک اند رول یاد می‌کرد. موتورهد اولین گروه متالی است که در آثار خود انرژی و سرعت بیشتری را بکار گرفته و به نوعی می‌توان گفت آن‌ها جزو اولین گروه‌های ترش/اسپید متال بودند. در رتبه‌بندی ۱۰۰ گروه برتر راک در تلویزیون VH1 موتورهد مقام ۲۶ را داشت.
لمی در ۲۸ دسامبر ۲۰۱۵ بر اثر آریتمی قلب و نارسایی احتقانی قلب پس از اینکه تشخیص داده شد به سرطان پروستات مبتلاست، درگذشت. یک روز پس از مرگ او، اعضای قدیمی میکی دی و فیل کمبل هر دو تأیید کردند که موتورهد منحل شده است. تا سال ۲۰۱۸، هر سه عضو به‌خوبی شناخته‌شده گروه (لمی، فیل تیلور و ادی کلارک) مرده بودند.

## پیشینه
لمی در می ۱۹۷۵ از گروه هاوک‌ویند اخراج می‌شود، دلیل آن به گفته خود لمی استفاده از مواد مخدر بوده است. لمی در کانادا بخاطر استفاده از کوکائین بازداشت شد و ۵ روز را در زندان به سر برد و از این رو گروه اجرای زنده خود را از دست داد. پس از اخراج، لمی تصمیم گرفت تا گروه جدیدی را شکل دهد، اسم اولیه گروه بَسترد به معنای حرامزاده بود اما به توصیه دیگران لمی تصمیم به تغییر نام گروه به موتوهد کرد و نام گروه از آن پس موتوهد بود. این نام الهام گرفته از آخرین آهنگی بود که لمی برای هاوک وایند ساخته بود.
در ۱۹۷۵ گروه با ترکیب اعضای این چنین یعنی لمی نوازنده گیتار باس و خواننده، پینک فریس و لری والیس نوازنده گیتار و لوکاس فاکس نوازنده درامز با عقد قراردادی با شرکت United Artists شروع به اجرای آثار خود نمودند. در همین سال آن‌ها در استودیویی در لندن اولین آلبوم خود را ضبط کردند، آلبومی که در ابتدا شرکت ناشر از قبول پخش آن سرباز زد (اگرچه این آلبوم با نام On Parole در ۱۹۸۰ منتشر شد).
ترکیب موتوهد تغییرات بسیاری را به خود دیده بود اما ترکیب گروه سه نفره شامل لمی، کلارک، تیلور معروفترین و مشهورترین ترکیب گروه بود.

## فروپاشی
لمی در ۲۸ دسامبر ۲۰۱۵ بر اثر سرطان درگذشت؛ ۴ روز پس از جشن گرفتن تولد ۷۰ سالگی اش. به دنبال آن مایکی دی درامر گروه، پایان موتوهد را اعلام کرد. او گفت «البته که موتوهد تمومه. لمی موتوهد بود. ما دیگه توری اجرا نمی‌کنیم یا آهنگی بیرون نمیدیم، اما برند زنده میمونه؛ و همین‌طور لمی در قلب همه مردم.»
گروه در ۱ سپتامبر ۲۰۱۷ آلبومی به نام Under Cöver منتشر کرد و شامل کاورهایی بود که این گروه از خوانندگان و گروه‌های دیگر همچون دیوید بویی، رولینگ استونز، آزی آزبورن و متالیکا کرده بود و اکثراً قبلا منتشر شده بودند.

## آلبوم‌ها
| سال انتشار | نام آلبوم           |
| ---------- | ------------------- |
| ۱۹۷۵       | On Parole           |
| ۱۹۷۷       | Motörhead           |
| ۱۹۷۹       | Overkill            |
| ۱۹۷۹       | Bomber              |
| ۱۹۸۰       | Ace of Spades       |
| ۱۹۸۲       | Iron Fist           |
| ۱۹۸۳       | Another Perfect Day |
| ۱۹۸۶       | Orgasmatron         |
| ۱۹۸۷       | Rock 'n' Roll       |
| ۱۹۹۱       | ۱۹۱۶                |
| ۱۹۹۲       | March ör Die        |
| ۱۹۹۳       | Bastards            |
| ۱۹۹۵       | Sacrifice           |
| ۱۹۹۶       | Overnight Sensation |
| ۱۹۹۸       | Snake Bite Love     |
| ۲۰۰۰       | We Are Motörhead    |
| ۲۰۰۲       | Hammered            |
| ۲۰۰۴       | Inferno             |
| ۲۰۰۶       | Kiss of Death       |
| ۲۰۰۸       | Motörizer           |
| ۲۰۱۰       | The World Is Yours  |
| ۲۰۱۳       | Aftershock          |
| ۲۰۱۵       | Bad Magic           |